# こぶとりじいさん

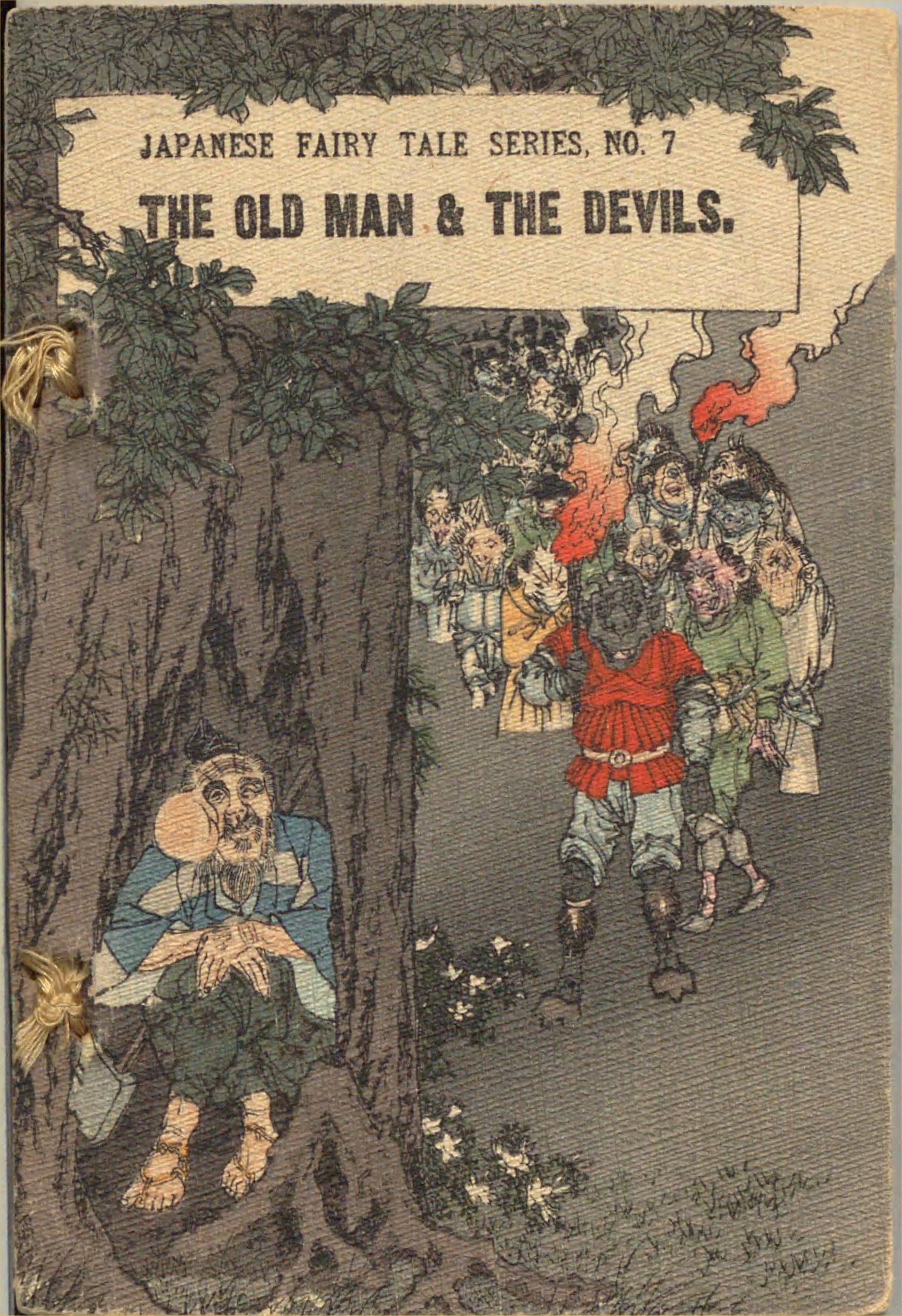
木のうろに隠れる翁と、鬼の行列―1886年刊行のヘボン英訳、ちりめん本

こぶとりじいさん（こぶ取り爺）は、日本の民話（昔話）。
老人が、鬼に質草として頬の瘤を取られる説話群で、「隣の爺型民話」の大分類のうちに数えられる。二人の翁（老人）が連夜で鬼の宴に参加し、隣の翁は逆に瘤を増やされる型が典型であるが、民話の常として様々な類型があり、ストーリーも様々である。鎌倉時代の説話物語集『宇治拾遺物語』にも木樵が「鬼にこぶとらるゝ事」として収載されており、「ものうらやみはせまじきことなりとか(人を羨ましがってはいけないものなのだ)」と羨望を戒める言葉で結ばれている。
日本各地に広く伝わっており、世界にも類例がある。

## ストーリー

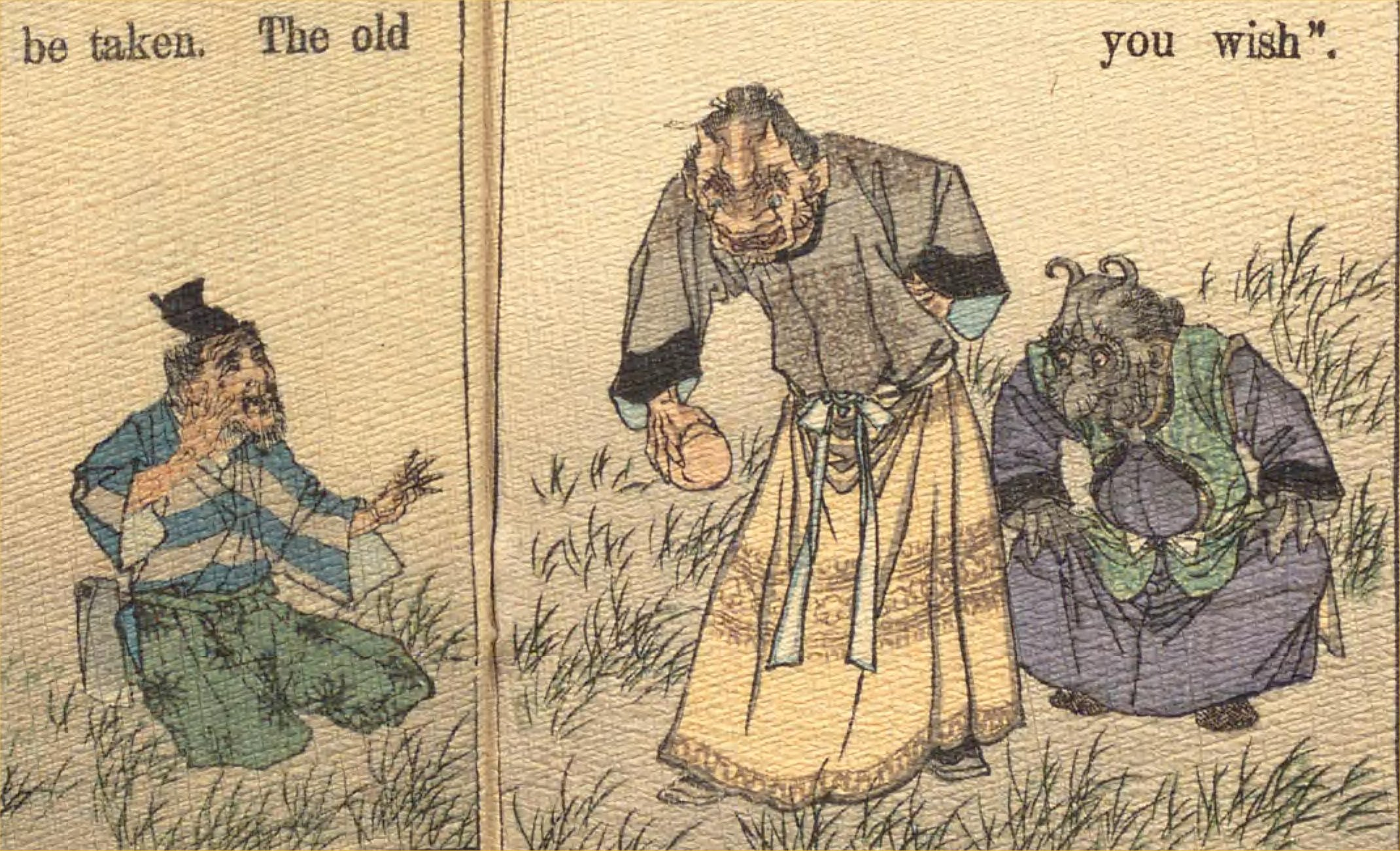
鬼に瘤を取られた翁。

### 典型例

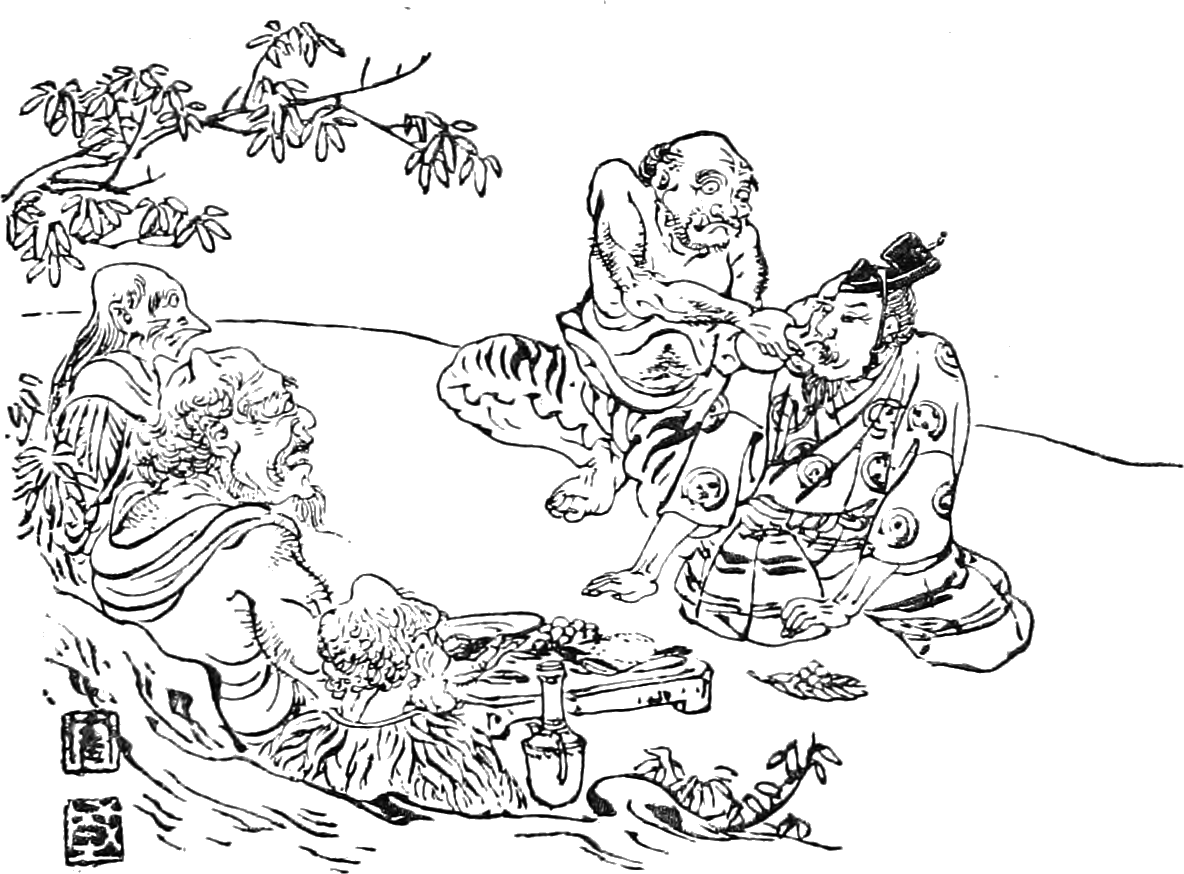
鬼の宴会
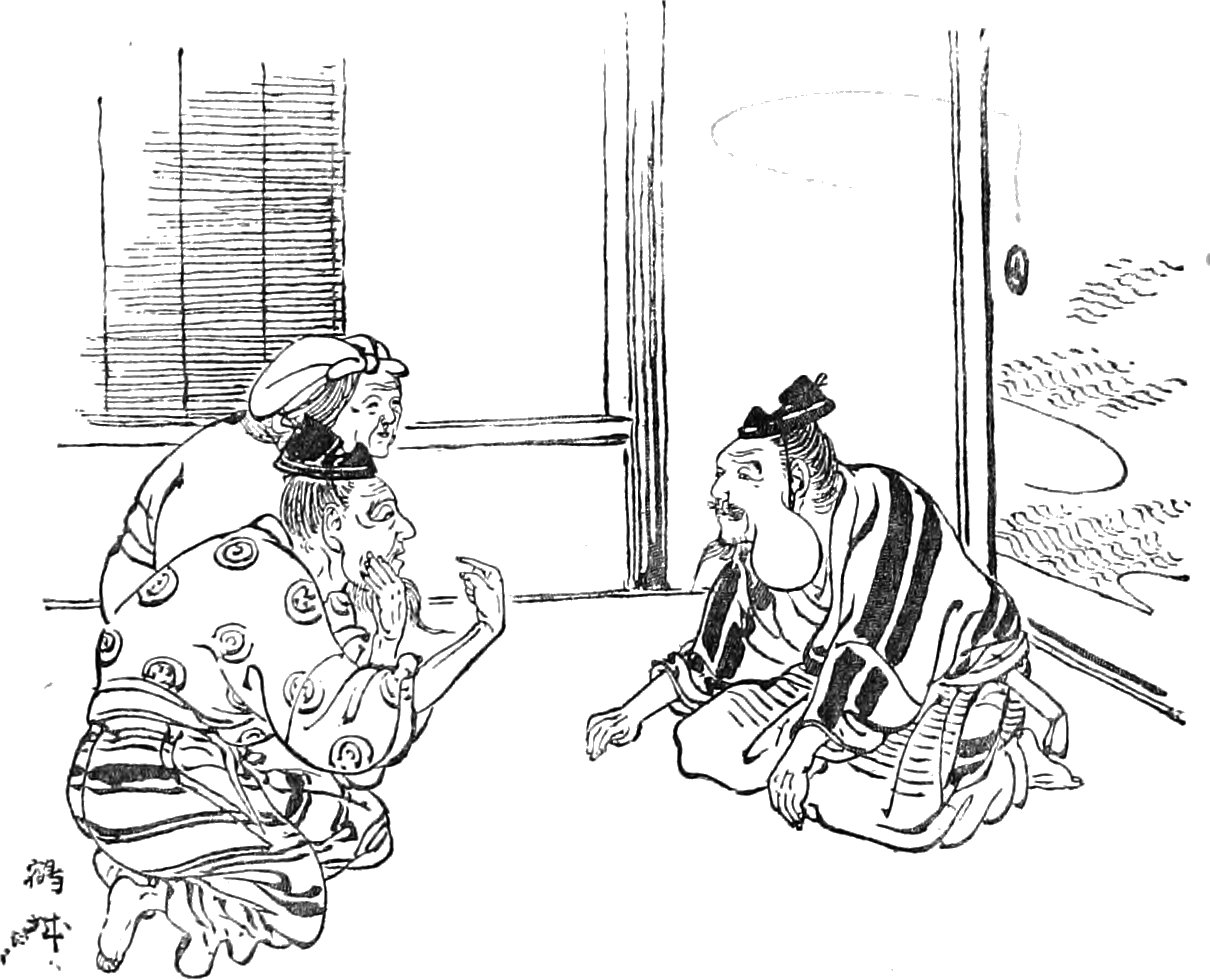
右に瘤があった翁と左頬に瘤がある翁
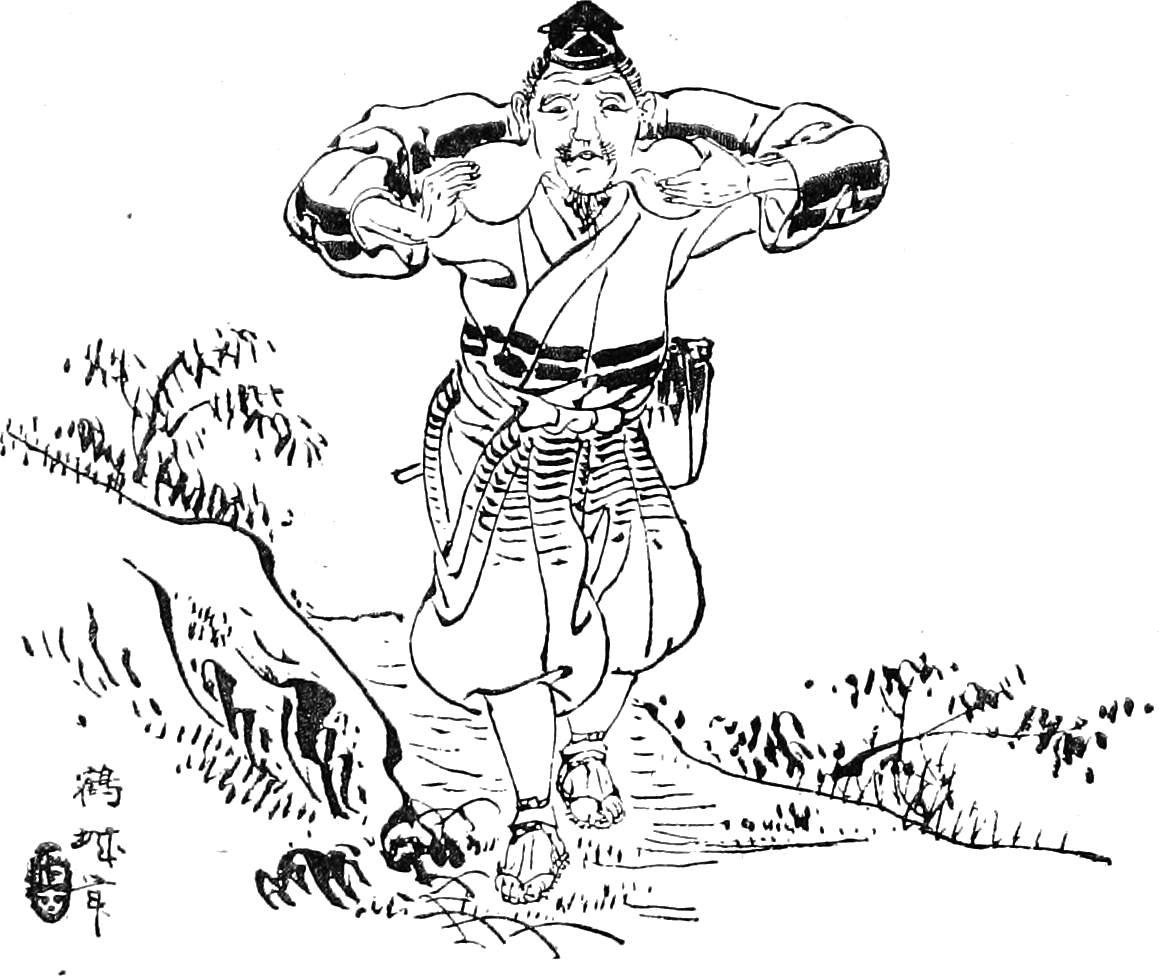
踊り下手な翁、瘤が二つに

巖谷小波が編纂した「瘤取り」の昭和初期の刊行を底本とすると、次のような粗筋となる。
| - 鬼の宴会 - 右に瘤があった翁と左頬に瘤がある翁 - 踊り下手な翁、瘤が二つに |

## バリエーション
本話は関敬吾『日本昔話集成』や『日本昔話大成』で「隣の爺型」の大分類のうち194番「瘤取爺」に分類され、日本全国各地の例が挙げられている。瘤をやり取りする相手が、鬼の代わりに天狗である柳田國男編「瘤ふたつ」や他の例もみられ、アールネ・トンプソンの分類は「AT 503A 天狗の贈り物」である。
隣の翁は瘤を増やされるのが典型話であるが、踊り下手ゆえの顛末な例のほかに、強欲（宝物目当て）なことが裏目に出る例もある。
歌の囃子文句として、「天狗天狗八天狗おれまでかぜれば九天狗」（岩手県花巻市）、「一ボコ二ボコ三ボコ四ボコ俺も足して五ボコ」（岩手県西磐井郡花泉町）や 、「くるみわぱっぱ、ばあくるく、おさなげやあとの、おっかっか」などがみられる。
異本例には、次のようなものがみられる：
- 隣の翁のほうが踊りがうまい[要出典]。
- 隣の翁に瘤がないパターン（越後などで採取。瘤の無い隣の翁は鬼の宝物が目当てで参加。「日本昔話百選」などに収録[要ページ番号]）
鬼から踊りの褒美に金銀をやると言われた踊りがとても上手なじいさんは「金銀は要らない。じゃまな瘤を取ってくれ」と言って瘤を取ってもらう。
隣のじいさん（瘤は無い。鬼も昨日の翁と別人であることは承知している。踊りも鬼と朝まで踊り明かせる程度には踊れる）は、鬼から「お前の欲しいものは何だ。」と訊かれ、「金銀が欲しい」とそのまま言うのは鬼に軽蔑されると思い、「わしが欲しいのは、昨日のじいさんが「要らない」と言ったもの（金銀のこと）だ」と答えたので、鬼は誤解し「昨日のじいさんにとって要らないもの（瘤のこと）」を褒美に与え、にわとりの声にあわてて去ってしまう。
- 一人の翁しか登場しない話（関東などに伝承）
- 踊りではなく魚釣りの技を鬼に披露（九州・琉球・台湾など）
- 頬でなく額に拳ほどの瘤を持つ爺が二人という設定。しかも山奥の神様に詣って夜篭りをしている途中、神楽を歌い神社に入り込む六尺（180cm）程の赤ら顔、鼻高の天狗達に瘤を取ってもらう話（遠野市、和賀郡の民話）[10]。
天狗が登場する別の話では、次の晩に来た隣の翁が天狗が歌う「天狗、天狗、八天狗」（天狗の数は異なる場合あり）のあとに、昨夜の翁のように自分も勘定に入れ「俺も足して九天狗」と言うべきところ、「天狗の鼻かけろ」などといいかげんに歌って踊り、歌詞の内容が天狗を怒らせるというものもある[11]。
- 隣の翁が瘤を取ってもらうことに成功する（出羽で採取[注 1]）
隣のじさが「待て待で、鬼っこ」と呼ぶと「昨日の面白え爺がまた来てんでねべか」と鬼が戻ってきだ。鬼は「じさ、昨日瘤取ったのに、また瘤つけてきて駄目でねか」言うてバンと叩くと瘤とれてねぐなってまったど。隣のじさは喜んで鬼と一緒にバガスグと朝まで夢中になって踊ったど…[12]。
- また、隣の翁は「こぶが取れるよう参詣しよう」と誘う1人目の翁の願掛けを断り一人で行かせる無信心な翁という設定になっている話もある。
- 瘤が増えてしまい落ち込む意地悪な翁を見かねた陽気な翁が踊りで元気付けようとする。悩んでいるのが馬鹿らしくなり、歌と踊りを教えてもらううちに自然と瘤が取れてしまう。明るい性格になった隣の翁は村人からも好かれるようになった。

## 起源・類話
同じ型の話は古く13世紀成立の『宇治拾遺物語』第三話に見られる。
冒頭で翁の瘤の大きさが「大柑子（おおこうじ）」（大ぶりのみかん）ほどあると描写されるが、これは現在の夏みかんの事だとも推察されている。また、この瘤のせいで人と交わることができず、薪を集めて生業にしていたと、職業が木樵であったことが明確になっている。
また、宇治拾遺物語では、様々な姿かたちの鬼について詳細に書かれており、口のないもの、一つ目のもの、青色を着た赤鬼、赤を着て、たふさぎ（ふんどし）を履いた黒鬼が登場する。また、何か大切なものを質草に取られる場面では、そもそも鬼の方が、こぶは「福の物」と愛でられることであるし、と当時の迷信をとりあげて瘤を取ることに決めそうなところを、翁が口出しして「目や鼻ならば取ってもいいが、瘤だけは自分にとって大切なものであって、それだけは取らないでほしい」と懇願するのである。
また、締めくくりに〈ものうらやみをしてはいけない〉という教訓的な言葉が見られる。
醒睡笑
『醒睡笑』巻1と巻6とに前半と後半とが分離した話が、類話として指摘される。これは1623年（元和元年）には成立していた話である。

### 海外の「こぶとり」話
この話は世界的に広く分布し、アイルランドからギリシア、トルコ、インド、中国、朝鮮などに類話がみつかる。概して東洋では顔や首のこぶ、西洋では背中のこぶとなっている。

### 東洋の類話
中国では明代末期の楊茂謙の著書『笑林評』（1611年）にも類話がある。また、漢文で書かれたものとしては『産語』上の「皐風第六」の説話があり、これは序文によれば漢代以前に失われた漢籍の復刻なので、この民話の源流という意見も出ている。これは項（うなじ）の瘤を持つ樵夫が鬼に瘤をとってもらい、頚に瘤を患う里人が新しい瘤をつけられる話である。しかしながら、この『産語』（1749年）は本物の古典ではなく、編者である太宰春台による作り話（「疑古文」）というのが有力説である。
朝鮮の「瘤取り爺」も多数の説話群をなしている。高橋亨が訳した「瘤取」の例があるが、最初の老爺は、自分の美声のもとは頬の瘤であると妖怪（トッケビ）を騙して売り払い、二番目の老爺も歌唱力はあったものの、売られた瘤には効果がないと返品されて瘤が増えてしまう。他にも崔仁鶴（チェ・インハク）百選の「こぶとり爺」がある。
ハングル文字では「ホクッテン・イヤギ」（혹뗀이야기; Hogtten-iyagi、「瘤を取られた話」の意）の題名で1923年版の『普通学校朝鮮語読本』に掲載されている。これは日本の支配下において朝鮮総督府から支給されたものであるが、トッケビの研究者である中央大学校の金鐘大（キム・ジョンデ）などは、この物語を朝鮮に伝わる民話と認めず、日本の瘤取りの翻案と認識している。
しかし朴美暻（パク・ミギョン）は、すでに「ホック・リーと小人たち」という瘤取り譚が、アンドリュー・ラング編『みどりいろの童話集』（1892年）に所収されており、これを朝鮮民話とみるなら、統治以前に朝鮮で成立していたことになると指摘する。ラングは童話を中国語からの訳とし、背景も中国になっているが、「ホク」が朝鮮語で「瘤」であることから、朝鮮の物語であることが濃厚と朴はみている。

#### 西洋の類話
アイルランドの類話に「ノックグラフトンの伝説」があるが、ここでは「月曜日、火曜日、」という囃子に水曜日を付け加え小人たちに喜ばれたたラズモアは背瘤を除去してもらい、同じくあやかろうとしたジャック・マドンは木曜日を余計に足して怒りを買い、元の瘤の上に二つ目の瘤を植えつけられ、それがもとで死んでしまう。
またグリム童話に収載される「小人の贈り物」も類話であり、そこでは一人目の翁（または職人）に瘤がない。
西アジア・北アフリカのイスラム圏では、公衆浴場で悪魔が宴会をしていて、瘤を取られる話がある（二回目は葬式をしていて、ふざけた踊りに悪魔が怒り出す）。
日本の話型は、AT503A「天狗の贈り物」に細分類されているが、世界の類話はAT503「小人の贈り物」に属している。

## 分析
この話のテーマは鬼による山中のお堂や祠の近くでの酒盛りと踊りであり、これは山伏のおこなう延年の舞（出峰蓮華会の延年）だとの考察がある。
また鬼の代わりに天狗が出てくる話もあり、山神、山霊の司霊者である山伏はしばし天狗と一体化される。昔は顔などに大きな瘤や肉腫を持った老人が多く、貧民は手術でとることもできず、出峰した山伏は村人、信者を金剛杖で打ち病気を治すが、これも瘤を取る宗教的呪術にあたる。瘤を取るとか厄を払うという呪術は入峰中に蓄積された験力の発揮であり瘤取り爺（鬼）のメインテーマは山伏の延年と呪験力である。
験競の験力は究極すれば活殺自在といえるが、こうした力があれば病気を治すことも瘤を取ることも自在であると信じられたはずである。山から下った来訪神が不幸や災いを払って歩く様子を山伏が真似たものであり、験競の場には入峰で得たあらたかな験力で病気を治してもらおうとする人々が集まり、その中に瘤・肉腫をもった老人もいて山伏が印を結び呪文を唱えて気合をかければ跡形もなく取れた、と言うような話が『宇治拾遺物語』の説話へと変化していったのであろう。
木こりの爺が雨に会い山神の神木である大木の洞に入り、この木の前に鬼が出現するので山伏の延年がおこなわれる必然性が説明できる。鬼は山神をあらわすがときに死霊的性格を持ち、このような洞穴から出入りする鬼は霊物のイメージがあり古代にはそれが墓であり古代の横穴洞窟葬を意味するからである。
また爺さんの前に現れる鬼も、山中の淋しいお堂や大木の洞に入りそこで寝た経緯が、民話「化物寺」の廃寺に泊まり化け物に会うというくだりに似ており、話中の化け物寺の話の筋や歌が瘤取りの話に入り瘤取り爺さんの歌へと変化したものである。その鬼も「目一つ」や「口なき物」等100人あまりというのは「百鬼夜行」を表しそれを総じて鬼の一群と言い、また鬼である山神は眷属のお伴を連れ歩くと信じられており、その眷属は山神の子孫の霊物化であり、これが百鬼夜行の群行となり、話中の大将、親分の鬼は群れの中心の山神のことである。
異形の者たちによる集会は、上田秋成の『春雨物語』でも取り上げられており、若者が近江老曾（おいそ）の森で、一つ目の神、法師、修験者、妖怪、言葉を話す狐、猿、兎らによる宴に出くわす「目ひとつの神」という話がある。

### 隣の爺型の否定
一部には「きこりと金の斧」や「ねずみ浄土（おむすびころりん）」のような「隣の爺型民話」と異なり、2人目の翁を擁護する分析もある。
- 瘤が2つになった翁は「花咲か爺」にでてくるような「意地悪じいさん」ではなく、むしろ1人目の翁の話を真に受けて「馬鹿正直に」、かつ自分から瘤を除去しようと「積極的」に、怖い鬼の出る場所に出かけていく「勇気」のある行動ができる（踊りは下手であっても）本当はとても「正直で、努力家の良いじいさん」であり、2つの瘤を恥じ家にこもって家業に精を出したので、後に金持ちになって「こぶの御大尽」や「瘤の長者」と呼ばれ、近郷近在では知らぬものが無いほどの分限者になった。
- 1人目の翁は「正直じいさん」などではなく、「きっと次の日もくるから」などと調子のいいこと（うそ）を言っておきながら鬼との約束を「反故」にしたうえ、次の日の結果（瘤を返されること）が予想できるのに隣の翁に代役を押し付けた（瘤が質草である件は隠した叉はぼかして教えた）「とても性格の悪い、嘘つきじいさん」であり村人からは「鬼までだました悪いやつ」と言われ、皆が避けるようになり村八分になってしまう。（「本当は怖い日本昔話」など。漫画化もされている。）

## 派生作品
太宰治作の『お伽草紙』の「瘤取り」は、阿波国の設定で書かれている。主人公の翁は阿波踊りを披露して鬼の喝采を得、瘤を質にとられるが、酒好きで孤独な翁にとって「瘤」は可愛い孫のように愛しく孤独を慰める存在であった。逆に隣の翁は、地元の名士で、瘤を心底憎んでいた。ところが鬼の前で「是は阿波の鳴門に一夏（いちげ）を送る僧にて候。さても此浦は平家の一門果て給ひたる所なれば…」などと、その地の平家滅亡が主題の謡曲『通盛』を披露して閉口される。
野村万作の新作狂言「こぶとり」も太宰原作の設定を踏襲。四国を舞台にした修羅能「八島」を見事に舞う隣の翁を野村が演じている。

### 近年のアレンジ
近年の絵本版やアニメ版には様々なアレンジが加わっている。
例えば、二番目の翁は、単に舞が不得手だったのではなく、性格も悪かったという脚色がみられる。アニメーションテレビ番組『まんが日本昔ばなし』で紹介されたストーリーが、そのような「正直じいさんが得をし、意地悪じいさんが損をする」例である。
さらには、瘤が増えて落ち込む意地悪な翁に陽気な翁が歌と踊りを教えて元気付け、意地悪な翁は立ち直り、村人とも上手く付き合えるようになる、という展開もある。別の絵本では、瘤が二つとも自然にとれる。
夢枕獏には「陰陽師 瘤取り晴明」（イラスト：村上豊）という作品がある。頬に瘤のある双子は、京の都では有名な薬師で安倍晴明の知人という設定。
夏目房之介が『デキゴトロジー』で扱ったパロディ：「あるところに、小太りのじいさんがいた。おしまい」。
ひろさちや『昔話にはウラがある』でも、「こぶとりじいさん」とは「小太りなおじいさん」だと思っていた若い女性の話題が登場する。話を語ってきかせると、「それはおかしい。こぶを取ったのは鬼で、じいさんは取られたのだから、こぶとられじいさん が正しい」という反論があったという。

### 郵便切手
日本郵便「こぶとりじいさん」切手では「裕福だが無信心な翁」と「貧乏だが信心深い翁」（作画者の片岡球子による設定）および「宇佐神宮（八幡宮）の分社らしき山奥の神社の鳥居」「団扇を持った鼻の高い天狗」が描かれている。
切手の絵は、一般に普及している話と若干異なり、素早く逃げ出そうとした隣の翁が天狗たちに背を向けたため、耳の後ろに瘤をつけられた作画になっている。